# Eduard Sergeyevich Bogdanov
Eduard Sergeyevich Bogdanov (tiếng Nga: Эдуард Серге́евич Богданов; sinh ngày 8 tháng 5 năm 1994) là một cầu thủ bóng đá người Nga. Anh thi đấu cho FC Sibir Novosibirsk.

## Sự nghiệp câu lạc bộ
Anh có màn ra mắt tại Russian Second Division cho FC Baikal Irkutsk vào ngày 15 tháng 7 năm 2012 trong trận đấu với FC Sakhalin Yuzhno-Sakhalinsk.